# Izak Willem van Spiegel
Izak Willem van Spiegel (Harlingen, 9 april 1922 – Enschede, 10 januari 2005) was een Nederlandse wiskundige, hoogleraar wiskunde en rector magnificus van de Universiteit Twente.
Willem van Spiegel was de tweede zoon van een leraar van een lagere school. Het gezin Van Spiegel verhuisde in 1930 naar het Drentse Koekangerveld, waar de vader hoofd van de openbare lagere school werd. Na een middelbareschoolopleiding in Meppel ging Willem van Spiegel in 1940  wiskunde studeren aan de Rijksuniversiteit Groningen. Deze studie werd onderbroken door de maatregelen van de Duitse bezettingsmacht, waardoor ook kinderen van een joodse vader en een niet-joodse moeder niet meer mochten studeren. Toen de oorlog geëindigd was, nam Willem van Spiegel de draad in Groningen weer op; hij combineerde zijn studie wiskunde al snel met een leraarschap aan onder andere het Sint Maartenscollege te Haren. In 1948 trad hij in het huwelijk met Jos Hunsche, die hij in de oorlog in Amersfoort had leren kennen. Het gezin kreeg vijf kinderen.

## Academische loopbaan
Na het doctoraalexamen behaald te hebben, besloot Willem van Spiegel te gaan promoveren bij de Groninger hoogleraar Gerretsen. Zijn onderzoek in Groningen leidde in 1957 tot het succesvol verdedigen van het proefschrift Geometry of Aggregates. Spoedig na het behalen van de doctorstitel volgde een verblijf te Rome, waar hij onder andere met steun van de Nederlandse Radboudstichting colleges volgde aan het Instituut voor Hogere Wiskunde.
Tussen 1958 en 1963 was Willem van Spiegel instructeur bij de onderafdeling Wiskunde van de Technische Universiteit Delft, alwaar hij in 1963 tot lector benoemd werd. Zijn inaugurele rede in 1964 droeg de titel Overpeinzingen bij een driehoek. Vrijwel tegelijkertijd was hij al benoemd tot hoogleraar in de Wiskunde aan de pas opgerichte Technische Hogeschool Twente, de latere Universiteit Twente. Hij kan beschouwd worden als de grondlegger van de studie der Toegepaste Wiskunde aan deze instelling.
Andere wapenfeiten van Willem van Spiegel aan de Universiteit Twente waren onder andere de oprichting (samen met prof.dr.ir. A.J.W. Duijvestijn) van de Stichting Wetenschappelijke Opleidingen Twente (SWOT) en de bevordering van een opleiding Toegepaste Onderwijskunde. 
Van 1977 tot 1979 was Willem van Spiegel rector magnificus van de Universiteit Twente. In deze periode werd aandacht gevraagd voor onder meer de samenwerking tussen het Hoger Beroeps Onderwijs en het Universitair Onderwijs en het vestigen van een afdeling Civiele Techniek buiten Delft.

## Activiteiten buiten het Hoger Onderwijs
In 1985 nam Willem van Spiegel afscheid van zijn academische loopbaan, en richtte hij zich onder andere op levensbeschouwelijke zaken. Zo was hij van 1981 tot 1991 voorzitter van de Radboudstichting. Daarnaast had de revalidatietechniek zijn bijzondere belangstelling.  Hij ontving twee hoge onderscheidingen: ridder in de Orde van de Nederlandse Leeuw en commandeur in de Orde van Sint Sylvester.